# De Kalb, Mississippi
De Kalb là một thành phố thuộc quận Kemper, tiểu bang Mississippi, Hoa Kỳ. Năm 2010, dân số của thành phố này là 1 164 người.

## Dân số
- Dân số năm 2000: 972 người.
- Dân số năm 2010: 1 164 người.